# José Villaamil y Castro
José Villaamil y Castro (Madrid, 1838-Madrid, 1910) fue un archivero, bibliotecario, periodista e historiador español.

## Biografía
Nacido en Madrid el 15 de noviembre de 1838, fue doctor en Derecho, jefe del Cuerpo de Archiveros, Bibliotecarios y Anticuarios, individuo correspondiente de la Real Academia de la Historia y de la de Ciencias de Lisboa.
Fue autor de numerosos trabajos de carácter arqueológico, así como colaborador de publicaciones como Museo Español de Antigüedades, Boletín de la Sociedad Geográfica de Madrid, El Arte en España, Semanario Pintoresco Español, El Museo Universal, El Averiguador, La Ilustración Gallega y Asturiana, Revista Europea, Revista de España, Galicia Diplomática, Revista de Bellas Artes o Revista de Archivos, Bibliotecas y Museos, entre otras. Falleció el 27 de septiembre de 1910, en su ciudad natal.